# Ectropis passetii
Ectropis passetii är en fjärilsart som beskrevs av Thierry-mieg 1886. Ectropis passetii ingår i släktet Ectropis och familjen mätare. Inga underarter finns listade i Catalogue of Life.